# Wonders of the Solar System
Wonders of The Solar System (Maravilhas do sistema solar) é uma mini-série com cinco episódios (Cada um com uma hora de duração) produzida pela rede britânica BBC e pela Science Channel, onde foi exibida pela primeira vez na BBC Two em 7 de março de 2010. A mini-série apresentada por Brian Cox (físico), apresenta o sistema solar e as maravilhas que residem nele. A mini-Série foi assistida por 2.5 milhões de pessoas no mundo todo.
A mini-Série possui cinco episódios: Império do Sol, Ordem do Caos, a fina linha azul, morto e vivo e Aliens.